# Christopher Braun
Christopher Braun (* 15. Juli 1991 in Hamburg) ist ein deutscher Fußballspieler mit ghanaischen Wurzeln.

## Karriere
Der gebürtige Hamburger Braun spielte in der Jugend u. a. für den Hamburger SV, den VfL 93 Hamburg und den FC St. Pauli, bei dem ihm auch der Sprung in den Herrenfußball gelang, als er im März 2011 in die zweite Mannschaft aufgenommen wurde. Mit ihr gelang ihm der Aufstieg in die Regionalliga Nord zur Saison 2011/12, und er spielte in der Folge zwei Saisons für das Team. Anschließend spielte er jeweils eine Saison für die Ligakonkurrenten SV Wilhelmshaven und VfB Oldenburg.
2015 verließ er Norddeutschland zum ersten Mal und schloss sich der SG Wattenscheid 09 in der Regionalliga West an. Nach einer Saison wechselte er erneut, diesmal zum niederländischen Zweitligisten Fortuna Sittard. Mit diesem schaffte er in der Saison 2017/18 den Aufstieg in die Eredivisie, verlor in der Folge jedoch seinen Stammplatz und verließ den Verein ablösefrei in der Winterpause 2018/19, ohne Saisoneinsatz, zum griechischen Erstligisten OFI Kreta. Mit diesem schaffte er im Mai 2019 in den Relegations-Play-Offs den Klassenerhalt gegen AO Platanias.
Nach kurzer Vereinslosigkeit schloss er sich im Oktober 2020 dem rumänischen Erstligisten FC Botoșani an, bei dem er einen Zweijahresvertrag unterzeichnete. Im Sommer 2022 nahm ihn der amtierende Meister CFR Cluj unter Vertrag, mit dem er am Saisonende als Tabellendritter abschloss. Nach einem Jahr wechselte er im Sommer 2023 zum Ligakonkurrenten Rapid Bukarest.